# Tadeusz Lipski (wojskowy)
Tadeusz Lipski vel Tadeusz Puchacz (ur. 30 marca 1920 w Świrze, zm. ?) – polski dowódca wojskowy, podoficer Armii Krajowej, żołnierz partyzantki antykomunistycznej.

## Życiorys
Urodził się 20 marca 1920 roku w Świrze jako syn Józefa i Anny z d. Semmer. Od 1942 roku żołnierz ZWZ-AK. Po rozpoczęciu przez ukraińskich nacjonalistów czystki etnicznej w Małopolsce Wschodniej brał udział w obronie Hanaczowa.
Od lata 1944 roku w 2 Armii Wojska Polskiego w 34 Pułku Piechoty. Ranny w kwietniu 1945 w bitwie pod Budziszynem. Służył w 1 kompanii strzeleckiej I batalionu w 34 Pułku Piechoty w składzie 8 Dywizji Piechoty, pełniąc stanowiska dowódcy 2 plutonu i zastępcy dowódcy kompanii ds. liniowych (w stopniu podporucznika) oraz dowódcy kompanii (w stopniu porucznika).
21 kwietnia 1946 roku wraz z kolegą, chorążym Henrykiem Książkiem z bronią w ręku zdezerterował i przyłączył się do Samodzielnego Batalionu Operacyjnego NSZ „Zuch” majora Antoniego Żubryda. Po degradacji Kazimierza Kocyłowskiego został dowódcą kompanii. Wraz z Henrykiem Książkiem wziął udział w egzekucji szefa Wydziału Polityczno-Wychowawczego 8 Dywizji Piechoty kpt. Abrahama Premingera. 18 maja 1946 roku brał udział w potyczce na Posadzie Olchowskiej w Sanoku przy ulicy Kazimierza Lipińskiego obok Fabryki Wagonów, w wyniku której żołnierze Żubryda zastrzelili szefa sztabu 8 Drezdeńskiej Dywizji Piechoty ppłk. Teodora Rajewskiego i ranili sowieckiego mjra Piwowara. Według relacji samego Lipskiego oraz zeznań aresztowanych partyzantów, to on miał wówczas zabić Rajewskiego. 
W czerwcu 1946 wyjechał na Ziemie Odzyskane i tam został nauczycielem. Był poszukiwany przez PRL-owskie organy ścigania. Rozpoznany i aresztowany 9 kwietnia 1964 przez Służbę Bezpieczeństwa. Śledztwo prowadziła prokuratura Pomorskiego Okręgu Wojskowego w Bydgoszczy. Wyrokiem Sądu Pomorskiego Okręgu Wojskowego z dnia 18 lipca 1964 skazany na 12 lat więzienia po zastosowaniu amnestii.